# Europamästerskapen i fälttävlan 1957
Europamästerskapen i fälttävlan 1957 arrangerades i Köpenhamn, Danmark. Tävlingen var den 4:e upplagan av Europamästerskapen i fälttävlan.

## Resultat
| Placering | Ryttare               | Häst            | Land |
| --------- | --------------------- | --------------- | ---- |
| 1         | Sheila Willcox        | High-and-Mighty | GBR  |
| 2         | August Lutke-Westhues | Franko          | FRG  |
| 3         | Jonas Lindgren        | Eldorado        | SWE  |
| 9         | Evert Olausson        | Iron            | SWE  |
| 12        | Evert Pettersson      | Tom Raid        | SWE  |
| 16        | Petrus Kastenman      | Illuster        | SWE  |

| Placering | Land           |
| --------- | -------------- |
| 1         | Storbritannien |
| 2         | Västtyskland   |
| 3         | Sverige        |